# Marseille-en-Beauvaisis
Marseille-en-Beauvaisis è un comune francese di 1 426 abitanti situato nel dipartimento dell'Oise della regione dell'Alta Francia.

## Storia

### Simboli
Lo stemma comunale è stato adottato il 26 maggio 2025.
I leoni d'argento derivano dal blasone dei  De Pisseleu, che furono i principali signori locali; la testa di cavallo ricorda san Martino di Tours, patrono della parrocchia; il calice e i bisanti ricordano l'origine del nome di "Cappella delle Sante Ostie" (Chapelle des Saintes Hosties); la bordura merlata indica che il comune è stato un tempo un borgo fortificato; lo smalto verde evoca l'attività agricola.

## Società

### Evoluzione demografica
Abitanti censiti